# Karl Julius Schröer
Karl Julius Schröer (Pozsony, 1825. január 11. – Bécs, 1900. december 16.) filológus, költő, író, néprajzkutató, tanár. 

## Élete
Apja Tobias Gottfried Schröer volt. 1832-ben kezdte meg hároméves iskoláját, ekkor kivették és magántanulóként tanították egy évet otthon. 1836-ban líceumba, majd 1841-ben két évet a filozófiai egyetemi előkészítőjére járt. 1843-ban egy évet a lipcsei egyetem filozófiai, teológiai és bölcsészeti fakultásaira járt. 1844-ben a berlini egyetemre nyert felvételt. Itt is egy évet töltött el.
1846-ban hazatért Pozsonyba, betegeskedő apját helyettesítette. Megjelentek első költeményei. 1848-ban újabb versei jelentek meg. 1849 júniusában Haynau magántitkáraként alkalmazta. Decemberben a pesti egyetem helyettes tanára lett.
1850-ben kinevezték cenzornak. Apja még az évben meghalt. A következő évben megfosztották katedrájától. 1852-től a pozsonyi főreáliskola tanára lett. 1855-ben mitológiai tanulmányai, és cikkei Nyugat-Magyarország néprajzáról jelentek meg. 1854 április 30-án Pozsonyban feleségül vette Kohányi Herminát (1834–1911). Öt gyermekük született: Robert (Gottfied Karl), Michael (Martin Arnold), Rudolf, Lili (Franciska Mária Júlia) és Ida (Adelheide Luise). 1856-ban megjelent első verseskötete. 1856–1857-ben lejegyezte a főrévi paradicsomjátékot, valamint a pásztor- és királyjátékokat, amelyek 1858-ban jelentek meg nyomtatásban. Ugyanebben az évben néprajzi gyűjtőútra indult.
1861-ben Bécsbe költözött, az ottani evangélikus iskolák igazgatója lesz, amely posztjáról négy év múlva lemondott. 1871-ben a rostocki egyetem filozófiai díszdoktorává választották.
1878-ban Schröer javaslatára megalakult a bécsi Goethe Egyesület. 1880-tól a Goethe-kutatás és az ezzel kapcsolatos publikációk jellemezték tevékenységét. 1884-ben egyik tanítványa, Rudolf Steiner, az ő javaslatára vállalja el Goethe természettudományos műveinek szerkesztését. Három év múlva Schröer a weimari Goethe-kiadás szerkesztője lett.
1895-ben vonult nyugalomba.
1900. december 15-én avatták fel Bécsben, a Ringen Goethe szobrát, ezzel egyidőben Schröer császári elismerésben részesült. Másnap meghalt.

## Főbb művei
- 1858. Die Oberuferer Weihnachtsspiele; Főrévi karácsonyi játékok

## Magyarul
- Főrévi karácsonyi játékok. Karl Julius Schröer gyűjtése és Rudolf Steiner szcenikai utasításai alapján / Oberuferer Spiele; ford. Eőry Attila; Eőry Attila, Bp., 1996